# Folkfuck Folie
Albums de Peste Noire
La Sanie des siècles - Panégyrique de la dégénérescence Mors obis terrarum
(2007)
Folkfuck folie est le deuxième album du groupe de black metal français Peste Noire. Il contient notamment les quatre premiers titres de l'EP Lorraine rehearsal, retravaillés et réenregistrés.
L'album reprend certains des ingrédients du précédent, La Sanie des siècles - Panégyrique de la dégénérescence : guitare rythmique au son raw black metal, parties acoustiques jouées à la guitare sèche. Cependant, les airs sont plus proches du punk et la qualité générale du son est plus sale.
Les paroles intègrent des éléments autobiographiques (de la vie du leader du groupe, Famine), avec pour thèmes principaux le triomphe du corps sur les tourments de l'esprit, la barbarie primale, la poésie guerrière, la transmission de MST ou encore le désordre mental symbolisé par un extrait sonore du poète Antonin Artaud, lors d'une de ses périodes de démence, utilisé comme introduction au titre « Folkfuck folie ». La moitié des paroles ont été écrites par Famine ; l'autre moitié proviennent de divers auteurs médiévaux, notamment Guillaume de Machaut et Gautier de Coincy, dans le but d'illustrer un parallèle entre apocalyptisme médiéval et catastrophisme moderne. Ces thèmes étaient déjà abordés dans La Sanie des siècles - Panégyrique de la dégénérescence, avec néanmoins une connotation plus proprement médiévale et une versification moins irrégulière. 
Famine lui-même décrit cet album comme un « folklore d'égout ». Il dit tenter d'y produire une musique encore plus « sale » et dérangée qu'auparavant, et ajoutera plus tard dans une interview :

« le son de guitare de Folkfuck folie résulte juste d'un pari avec un ami, celui de faire le son le plus parasitaire et intenable possible, afin que la capacité d'écoute de l'album ne dépasse pas deux titres. Supporter cet album en son entier relève de la maladie mentale. »

Si la dernière phrase de cette citation tient d'une ironie dont Famine est coutumier, Folkfuck Folie reste un album difficile d'accès : déstructuré, violent, agressif, et en même temps assez accrocheur pour retenir l'auditeur, avec une influence médiévalisante toujours marquée. FFF montre un Peste Noire toujours traversé par une vague sensibilité pop, traitée au travers d'une production très peu soignée. Les riffs de guitare restent variés, tantôt clairs, tantôt gras et massifs, parfois en même temps et souvent dans la même chanson. On peut entendre des mélodies cristallines, presque délicates, et à d'autres moments des riffs difficiles à discerner clairement, très denses, proches du mathcore.
Aucun copyright n'est mentionné, ni sur le CD, ni dans le livret ou sur le boîtier de l'album.
Une version vinyle, coproduite par les labels Northern Heritage et De Profundis, est sortie en avril 2010. Elle comprend une longue interview de Famine datant de 2007.

## Liste des morceaux
| No  | Titre                                     | Durée |
| --- | ----------------------------------------- | ----- |
| 1.  | L'Envol du grabataire (Ode à Famine)      | 3:42  |
| 2.  | Chute pour une culbute                    | 3:36  |
| 3.  | La Fin del secle                          | 4:51  |
| 4.  | D'un vilain                               | 2:46  |
| 5.  | Condamné à la pondaison (Légende funèbre) | 7:18  |
| 6.  | La Césarienne                             | 3:22  |
| 7.  | Maleiçon                                  | 6:10  |
| 8.  | Amour ne m'amoit ne je li                 | 3:04  |
| 9.  | Psaume IV                                 | 2:57  |
| 10. | Extrait radiophonique d'Antonin Artaud    | 0:57  |
| 11. | Folkfuck Folie                            | 4:38  |
| 12. | Paysage mauvais (Tristan Corbière)        | 5:01  |

## Membres du groupe
- La Sale Famine de Valfunde : guitares, voix, basse
- Indria : basse
- Winterhalter : batterie

- Neige : l'une des deux guitares rythmiques et chant sur le titre « La Césarienne ». Il s'agit de sa seule participation à cet album.

## Annexe